# Eoin Ó Broin (Sinn Féin)

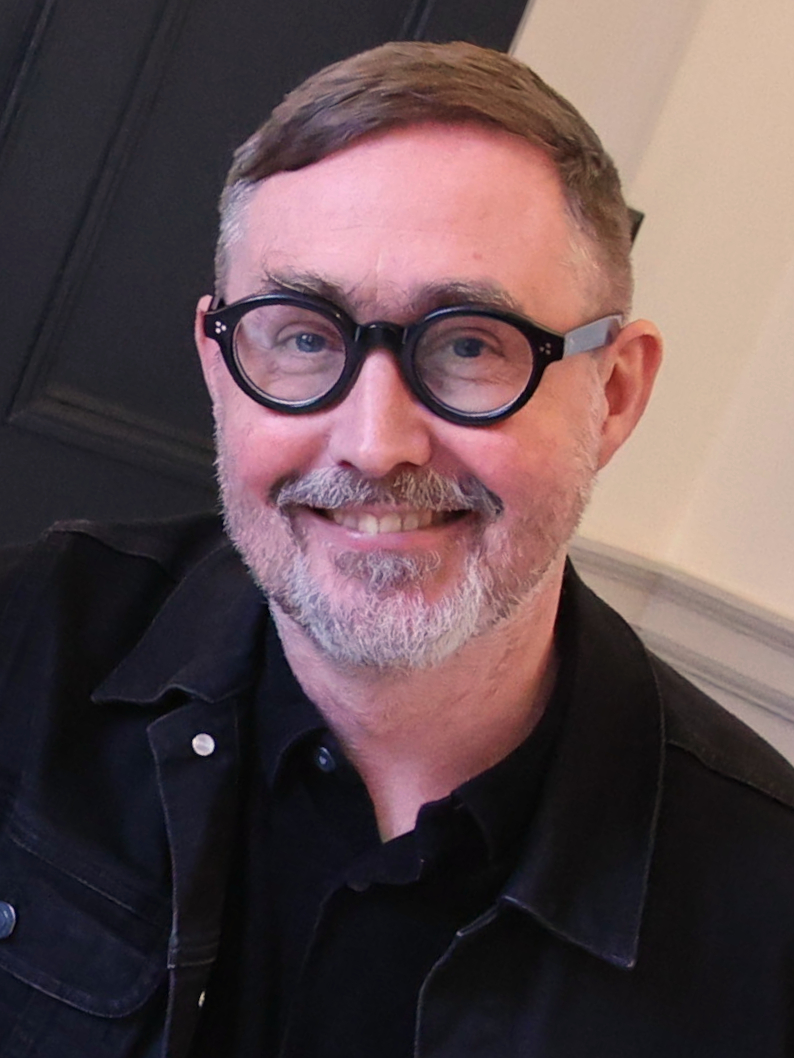
Eoin Ó Broin (2024)

Eoin Ó Broin (ˈoːnʲ oː ˈbˠɾˠɪnʲ, * September 1972 in Cabinteely, Dublin, Irland) ist ein irischer Politiker. Seit Februar 2016 ist er Abgeordneter im Dáil Éireann.

## Leben
Eoin Ó Broins Bildungsgang umfasste u. a. das Blackrock College, an der University of East London und an der Queen’s University Belfast. Er schloss mit den Fächern Kulturwissenschaften und irische Politik ab. 2001 wurde er in den Belfast City Council gewählt. 2004 trat er zurück. Von 2004 bis 2007 arbeitete er für die Sinn-Féin-Abgeordneten im Europäischen Parlament. Parallel dazu betätigte er sich als Publizist über linke Strömungen in Europa. 2007 versuchte er, im Wahlkreis Dún Laoghaire, 2011 im Wahlkreis Dublin Mid West einen Sitz im Dáil Éireann zu erlangen. Beides misslang. Erst bei den Wahlen zum Dáil Éireann 2016 gelang es ihm dann, den Sitz zu erringen. Diesen Erfolg konnte er bei den Wahlen 2020 und 2024 wiederholen.

## Privates
Eoin Ó Broin lebt in einer Beziehung mit Lynn Boylan.

## Werke
- Eoin Ó Broin: Matxinada. Basque Nationalism & Radical Basque Youth Movements, Left Republican Books,  Belfast 2003
- Eoin Ó Broin: Sinn Féin and the politics of left republicanism, Pluto Press: London 2009
- Eoin Ó Broin: Modelling drivers of energy demand in the European Union buliding sector, Chalmers University Press 2016
- Eoin Ó Broin: Home: Why Public Housing is the Answer, Newbridge 2019
- Eoin Ó Broin: Defects: Living with the Legacy of the Celtic Tiger, Irish Academic Press, Dublin 2021
- Eoin Ó Broin und Mal McCann: The Dignity of Everyday Life: Celebrating Michael Scott's Busáras, Newbridge 2021